# 固体输送
固体输送是一种化工单元操作，在化工生产中很重要。
化工生产中，许多种原料、半成品和成品产品是处于固体状态，需要从一处输送到另一处，固体物料的输送要保证效率和维持物料的品质，基本有以下几种设备：
- 带式输送设备，可以是皮带辊或链条带动的输送工具；
- 气动输送设备，直接用密闭管道以气体为动力输送固体物料；
- 斗式输送设备，用循环料斗向上提升散状固体物料；
- 重力输送设备，直接依靠物料自身重力由上向下卸料。